# Chojna (województwo lubuskie)
Chojna (niem. Friedrichswalde) – wieś w Polsce położona w województwie lubuskim, w powiecie krośnieńskim, w gminie Krosno Odrzańskie.
W latach 1975–1998 miejscowość administracyjnie należała do województwa zielonogórskiego.